# Kazatomprom
Kazatomprom (kaz. Қазатомөнеркәсіп, ros. Казатомпром) – kazachstańska spółka publiczna, której działalność opiera się na wydobyciu uranu, największy wydobywca tego surowca na świecie. Siedziba przedsiębiorstwa mieści się w Astanie. Większościowym udziałowcem w spółce (75% akcji) jest kazachstański państwowy fundusz majątkowy Samuryk-Kazyna. Pozostałe akcje (25%) znajdują się w wolnym obrocie na giełdach papierów wartościowych w Londynie oraz Ałmaty.

## Działalność
Podstawę działalności przedsiębiorstwa stanowi wydobycie rudy uranu w 14 kopalniach na terenie Kazachstanu (2022 r.) oraz jej obróbka do postaci oktatlenku triuranu (U3O8), który wykorzystywany jest w energetyce jądrowej. Kazatomprom jest największym producentem tego surowca na świecie. W 2022 roku 88% przychodów generowanych przez przedsiębiorstwo pochodziło z jego sprzedaży. Wielkość produkcji wyniosła 11 373 ton, co odpowiadało 23% produkcji światowej i ponad dwukrotnie przewyższało wielkość produkcji uzyskaną przez drugiego co do wielkości producenta – kanadyjskie Cameco.
Na mniejszą skalę spółka zajmuje się przetwórstwem berylu, tantalu i niobu oraz produkcją kwasu siarkowego (wykorzystywanego w procesie obróbki rud uranu) oraz kwasu fluorowodorwego. Prowadzi także działalność badawczo-naukową.
W 2022 roku przedsiębiorstwo uzyskało przychód w wysokości 1,0 bln KZT, zysk operacyjny – 456 mld KZT, a zysk netto – 473 mld KZT. Liczba pracowników wynosiła 20 813. 89% przychodu spółka uzyskała na rynkach zagranicznych, w tym 27% od kontrahentów w Chinach, 16% w Kanadzie, 15% w Wielkiej Brytanii, 11% w Stanach Zjednoczonych, 9% w Rosji a 7% we Francji.

## Historia
Początki eksploatacji złóż uranu na terenie współczesnego Kazachstanu (wówczas Kazachskiej SRR) sięgają lat 50. XX wieku. Przedsiębiorstwo Kazatomprom zostało utworzone w 1997 roku na mocy dekretu prezydenta Nursułtana Nazarbajewa. W 2009 roku stało się największym wydobywcą uranu na świecie. W 2019 roku akcje spółki wprowadzone zostały na giełdę.